# 清水淳一
清水 淳一（しみず じゅんいち、3月16日生）は、日本の男性作曲家、編曲家、ギタリスト。旧名：清水 準一。埼玉県出身。血液型はA型。

## 来歴
専門学校でギターを専攻。ロック・ファンク・ジャズ・ポップを学ぶ。この頃、劇伴に興味を持ちはじめ、たまたまアニメの『CLANNAD』を見て「やりたいことはこれだ」と思い、Keyに楽曲を送り、卒業後2009年にビジュアルアーツへ入社。『クドわふたー』で作曲家、編曲家デビュー。作編曲・ミキシング・マスタリング、CDの企画・プロデュースなどを担当する。2011年にゲーム会社を退社し2012年7月に独立した。

## 楽曲提供
2011
- one's future
- クドわふたー
- Albina -Assorted Kudwaf Songs-

2012
- 劇団歴史新大陸 舞台「助太刀御免! 真説四谷怪談!!」

2013
- SWITCH 時代劇ミュージカル短編映画「サムライオペラ」OP・ED・挿入歌(浪人の歌)
- 日本聴導犬協会「聴導犬PRプロジェクト」の紹介VTR
- 小田急百貨店「新宿テラスシティイルミネーション13′-14′」
- 触手系剣道少女あいる!
- 助太刀御免!真説四谷怪談!! オリジナルサウンドトラック担当

2014
- 学研教育みらいの教材「みみちゃんといっしょ! あいさつのうた」
- 小田急電鉄「小田急沿線自然ふれあい歩道」プロジェクト
- オカダユータ
  - 星の夜/君の声
- humANdroid〜マイカノセンゲン〜
- COLORFUL5
- 武家伝奏、ぴろ橋兼勝

2015
- IA/VT -COLORFUL-
- 東京都市大学の授業開始／終了のチャイム
- Company Laura第三回公演「花喰-ハナグイ-」